# Coppa di Francia 2018-2019 (hockey su pista)
La Coppa di Francia 2018-2019 è stata la 18ª edizione della principale coppa nazionale francese di hockey su pista riservata alle squadre di club. La competizione ha avuto luogo dal 22 settembre 2018 e si è conclusa con la final four a Ploufragan dal 4 al 5 maggio 2019.
Il torneo è stato vinto dallo SCRA Saint-Omer per la sesta volta nella sua storia superando in finale il Lione.

## Risultati

### Primo turno
| Squadra 1         | Risultato | Squadra 2   |
| ----------------- | --------- | ----------- |
| 22 settembre 2018 |           |             |
| La Garnache       | 5 - 12    | Bouguenais  |
| Saint-Sébastien   | 2 - 9     | ASTA Nantes |

### Secondo turno
| Squadra 1        | Risultato | Squadra 2      |
| ---------------- | --------- | -------------- |
| 13 ottobre 2018  |           |                |
| Aix-les-Bains    | 4 - 1     | Vaulx-en-Velin |
| ASTA Nantes      | 2 - 3     | Bouguenais     |
| Drancy           | 4 - 7     | Villejuif      |
| Gujan-Mestras    | 4 - 6     | Gazinet-Cestas |
| Plonéour-Lanvern | 2 - 3     | Pacé           |
| Plouguerneau     | 2 - 8     | Saint-Évarzec  |
| Saint-Brieuc     | 4 - 6     | Quintin        |
| 27 ottobre 2018  |           |                |
| Tourcoing        | 13 - 1    | Sevran         |

### Terzo turno
| Squadra 1            | Risultato | Squadra 2     |
| -------------------- | --------- | ------------- |
| 17 novembre 2018     |           |               |
| Bouguenais           | 4 - 6     | Poiré Roller  |
| Gazinet-Cestas       | 3 - 4     | Biarritz      |
| Gleizé en Beaujolais | 3 - 5     | Lione         |
| Pacé                 | 3 - 4     | Ergué-Gabéric |
| Ploufragan           | 2 - 5     | Crehen        |
| Saint-Évarzec        | 2 - 12    | Quintin       |
| Tourcoing            | 15 - 4    | Briard        |
| Villejuif            | 2 - 0     | Roubaix       |
| Voiron               | 5 - 6     | Aix-les-Bains |

### Ottavi di finale
| Squadra 1        | Risultato | Squadra 2       |
| ---------------- | --------- | --------------- |
| 22 dicembre 2018 |           |                 |
| Aix-les-Bains    | 2 - 4     | Biarritz        |
| Crehen           | 2 - 3     | SCRA Saint-Omer |
| Lione            | 5 - 1     | Ergué-Gabéric   |
| Poiré Roller     | 5 - 4     | Mérignac        |
| Quévert          | 6 - 4     | Noisy-le-Grand  |
| Quintin          | 2 - 6     | La Vendéenne    |
| Tourcoing        | 1 - 5     | Coutras         |
| Villejuif        | 4 - 6     | Nantes          |

### Quarti di finale
Le gare di andata vennero disputate il 9 febbraio e le gare di ritorno furono disputate il 2 marzo 2019.
| Squadra 1    | Totale  | Squadra 2       | Andata | Ritorno |
| ------------ | ------- | --------------- | ------ | ------- |
| La Vendéenne | 6 - 6   | SCRA Saint-Omer | 3 - 2  | 3 - 4   |
| Lione        | 8 - 6   | Biarritz        | 7 - 3  | 1 - 3   |
| Poiré Roller | 11 - 9  | Nantes          | 4 - 1  | 7 - 8   |
| Quévert      | 12 - 14 | Coutras         | 7 - 8  | 5 - 6   |

### Final four

#### Semifinali
| Ploufragan 4 maggio 2019               | Coutras        | 3 – 3 (d.t.s.) | Lione | Salle omnisports du Glénan |
| \| \| \| \| \| \| Shootout 0 – 1 \| \| |                |                |       |                            |
|                                        |                |                |       |                            |
|                                        | Shootout 0 – 1 |                |       |                            |

| Ploufragan 4 maggio 2019               | Poiré Roller   | 3 – 3 (d.t.s.) | SCRA Saint-Omer | Salle omnisports du Glénan |
| \| \| \| \| \| \| Shootout 0 – 1 \| \| |                |                |                 |                            |
|                                        |                |                |                 |                            |
|                                        | Shootout 0 – 1 |                |                 |                            |

#### Finale
| Ploufragan 5 maggio 2019 | Lione | 1 – 2 | SCRA Saint-Omer | Salle omnisports du Glénan |